# Jacquetta Hawkes
Jacquetta Hawkes (5 agosto 1910 – 18 marzo 1996) è stata un'archeologa e scrittrice britannica.

## Biografia
Figlia del Premio Nobel per la medicina Frederick Gowland Hopkins, Jessie Jacquetta Hopkins. Incontrò il suo futuro marito in un cantiere di scavi durante i suoi studi a Cambridge. Il loro figlio Nicolas è nato nel 1937. Dopo aver avuto un legame, durante la guerra, con lo scrittore e poeta Walter Turner, frequentò lo scrittore inglese John Boynton Priestley, che sposò successivamente nel 1953.
Autrice prolifica su argomenti ben remoti dai suoi interessi universitari, si è interessata soprattutto alle condizioni di vita dei popoli che si potevano dedurre dagli scavi archeologici.
Insieme all'archeologo Christopher Hawkes, è co-autrice di Prehistoric Britain (1943) e, insieme allo scrittore John Boynton Priestley, di Dragon's Mouth (1952) e Journey Down a rainbow  (1955). Ha scritto anche The World of the Past (1963), Prehistory (History of Mankind: Cultural and Scientific Development, Volume 1 Part 1) (1963) in collaborazione con l'UNESCO, The Atlas of Early Man (1976) e The Shell Guide to British Archaeology (1986). È nota anche per la sua opera A Land (1951).

## Ricerche
Jacquetta Hawkes è la prima donna a studiare archeologia e antropologia al Neunham College di Cambridge, a cui si diploma con lode.
Nei suoi lavori sulla civiltà minoica (Dawn of the Gods, 1968), Hawkes è una delle prime archeologhe a suggerire che questo popolo potrebbe essere stato governato da donne; l'idea era già stata avanzata da alcuni storici della cultura e della religione minoica, tra cui Joseph Campbell; ma anche dall'esterno della comunità universitaria, a volte anche da parte delle femministe.
Hawkes ha posto in rilievo che non vi sono quasi delle prove che pongano in evidenza il fatto che vi siano mai stati sovrani minoici uomini, mentre esse esistono in abbondanza per gli Egiziani, gli Ittiti, o anche per gli Assiri. Inoltre, vi è un numero notevole di donne in posizione di potenza, e la rappresentazione degli uomini e delle donne sembra mostrare un'eguaglianza tra i due generi. Hawkes pone questo dato in opposizione alle arti egizia, assira e greca classica, in cui le donne sono poste in posizione di inferiorità. Ha dichiarato che "l'assenza di testimonianza di sovrani maschili presso i Minoici, eppure così numerosi a quest'epoca e a questo stadio dello sviluppo culturale delle civiltà, e che può di fatto essere visto come quasi universale, è una delle ragioni che permette di supporre che le occupanti dei troni minoici possano essere state delle regine".
Jacquetta Hawkes ha anche evidenziato l'attrazione per la natura, sia per quella selvatica sia per quella coltivata, nell'arte e nell'architettura minoiche. Ha anche posto in rilievo l'assenza di una ricerca della monumentalità nel palazzo, così come l'assenza di guerre, e l'importanza del destino, della colpevolezza e della tristezza nell'arte minoica in opposizione alla cultura guerriera dei Micenei, e alla dimensione eroica, morale e marziale tra i Greci. Le problematiche intorno alle differenze tra Creta e la Grecia micenea, anche se sono controverse in campo storico, hanno permesso di interrogarsi sulle costruzioni politiche, sociali e culturali della Creta minoica, e della sua possibile influenza sulle strutture che emergeranno più tardi in Grecia.